# فلوريس الرابع، كونت هولندا
فلوريس الرابع (24 يونيو 1210 – 19 يوليو 1234)، كونت مقاطعة هولندا من 1222 إلى 1234. ولد في لاهاي، ابن ويليام الأول من هولندا وزوجته الأولى، أديلايد خيلدرز.